# تویوتا کیکای کانسپت
تویوتا کیکای کانسپت یک خودروی نوفناوری ساخت شرکت تویوتا است که در اکتبر ۲۰۱۵ میلادی در نمایشگاه خودروی توکیو به نمایش گذاشته شد. این خودرو سدان و دو-در قابلیت عبور از مسیرهای شن و ماسه‌ای را دارا می‌باشد. موتور تویوتا کیکای کانسپت به صورت تقویت شده ارائه گردیده است. این مدل تویوتا ظرفیت ۳ نفر را دارد که یکی به عنوان راننده در وسط و ردیف جلو خودرو و دو نفر دیگر در ردیف عقب می‌نشینند. این خودرو طوری طراحی شده است که قسمت‌های اصلی و فنی آن آشکار می‌باشد.